# گلدونا مورینا
گلدونا مورینا (انگلیسی: Geldona Morina؛ زادهٔ ۸ نوامبر ۱۹۹۳) بازیکن فوتبال اهل آلمان است.
از باشگاه‌هایی که در آن بازی کرده‌است می‌توان به باشگاه فوتبال اس‌جی‌اس اسن اشاره کرد.
وی همچنین در تیم ملی فوتبال Albania بازی کرده‌است.